# Vieu-d’Izenave
Vieu-d’Izenave település Franciaországban, Ain megyében. Lakosainak száma 727 fő (2022. január 1.). Vieu-d’Izenave Brénod, Cerdon, Chevillard, Condamine, Izenave, Labalme, Lantenay, Maillat, Outriaz és Champdor-Corcelles községekkel határos.

## Népesség
A település népessége az elmúlt években az alábbi módon változott:
| Lakosok száma | 388  | 452  | 524  | 651  | 680  | 691  | 707  | 734  | 743  | 727  |
|               | 1968 | 1982 | 1990 | 2006 | 2013 | 2015 | 2017 | 2019 | 2020 | 2022 |